# The Singing Detective (film)
The Singing Detective is een Amerikaanse komische filmmusical uit 2003 gebaseerd op de gelijknamige televisieserie uit 1986. Robert Downey jr. werd voor zijn hoofdrol genomineerd voor onder meer een Golden Satellite Award.

## Verhaal
Misdaadschrijver Dan Dark (Downey Jr.) ligt in het ziekenhuis. In ijldromen verwerkt hij zijn verleden en hoe hij in zijn huidige lichamelijke toestand is terechtgekomen. De excentrieke psycholoog Gibbon (Mel Gibson) bemoeit zich met de patiënt en krijgt Dark aan het praten.

## Rolverdeling
- Robert Downey jr. – Dan Dark
- Robin Wright Penn – Nicola/Nina/Blondie
- Mel Gibson – Dr. Gibbon
- Jeremy Northam – Mark Binney
- Katie Holmes – Nurse Mills
- Adrien Brody – First Hood
- Jon Polito - Second Hood
- Carla Gugino - Betty Dark
- Saul Rubinek - Huidspecialist
- Alfre Woodard - Chef van de staf

## Prijzen en nominaties
- 2003 - Filmfestival van Sitges
  - Genomineerd: Beste film
  - Gewonnen: Beste acteur (Robert Downey jr.)
- 2004 - Golden Satellite Award
  - Genomineerd: Beste acteur (Robert Downey jr.)